# Myling
En myling (även myrding) är i svensk folktro en gengångare av ett odöpt nyfött barn som mördats av sin mor och gömts, ibland till och med under golvet i stugan, för att dölja en oönskad födsel.

## Allmänt
I sägnerna berättas det om hur modern avslöjas, när mylingen sjunger en sång om sitt öde. Mylingar troddes finnas på platser där en ung mor kunde tänkas gömma ett dött barn, som myrar, uthus, dyngstäder, stenrösen och skogsbackar. Från dessa kunde man ibland höra gråt och barnskrik. Ibland kunde det odöpta barnet ropa på hjälp: "Ge mig ett namn!", och då kunde man rädda det genom att säga "Du kan ta mitt; jag heter N.N." Man kunde även hjälpa det genom att hitta liket och begrava det i vigd jord på en kyrkogård.
Mylingen kunde även dyka upp vid moderns bröllop. När bröllopsdansen kommit igång, hörde man en röst under golvplankorna: ”Bytta är trång, bena är lång, jag vill dansa än en gång”. Därpå reste sig en liten pojke ur golvet, tog bruden om livet och dansade henne till döds.
En sägen från Bergslagen berättar om en gammal torpare som på väg hem från krogen tilltalades av en liten pojke med orden: "Morfar, morfar, får jag pappa?" (Ordet pappa här är en dialektal form för att bli ammad). Gubben vägrade först att inlåta sig, men då pojken fortsatte att ställa sin fråga svarade han slutligen: "Har du nån te papp' så papp', men inte får du te pappa mej". Då gav sig pojken iväg. När gubben slutligen kom hem till sin torpstuga, då fann han sin hemmaboende dotter död i utdragssoffan med blodet flytande från brösten. Gubbens svar gav pojken möjlighet att ta hämnd på sin moder, med sägnens ord: "När pojken hade fått lov te papp' så visste han vart han skulle gå".

## Etymologi
Ordet kommer från "myrding" och "mörding", från fornsvenskans myrða, "mörda". Myling betyder alltså kort och gott "mördad". Ordet är dokumenterat i svenskt språkbruk från 1647. Dialektala varianter av ordet som använts är till exempel möling och mjöling.